# Kap Bickerton
Kap Bickerton ist ein vereistes Kap an der Küste des ostantarktischen Adélielands. Es liegt 8 km ostnordöstlich des Gravenoirefelsens und markiert das nördliche Ende der Küste östlich der Victor Bay.
Kartiert wurde das Kap bei der Australasiatischen Antarktisexpedition (1911–1914). Der australische Polarforscher Douglas Mawson, Leiter der Expedition, benannte es nach dem britischen Ingenieur Francis Howard Bickerton (1889–1954), Leiter der Westgruppe bei dieser Forschungsreise.